# Mychajło Serhijczuk
Mychajło Mykołajowycz Serhijczuk, ukr. Михайло Миколайович Сергійчук (ur. 29 lipca 1991 we wsi Kostiantyniwka, w obwodzie rówieńskim) – ukraiński piłkarz, grający na pozycji napastnika.

## Kariera piłkarska

### Kariera klubowa
Wychowanek KOLIPS-Szturm Kostopol, barwy którego bronił w juniorskich mistrzostwach Ukrainy (DJuFL). Karierę piłkarską rozpoczął 30 maja 2008 w klubie Weres Równe. Latem 2009 został wypożyczony do Nywy Winnica. Na początku 2011 dołączył do Sławutycza Czerkasy. W lipcu 2013 przeniósł się do MFK Mikołajów. W marcu 2014 podpisał kontrakt z Karpatami Lwów. 7 sierpnia 2015 został wypożyczony do Howerły Użhorod. 1 lipca 2016 wrócił do Weresu Równe. 16 lutego 2017 przeszedł do Olimpiku Donieck. Latem 2017 po raz kolejny wrócił do Weresu Równe. 1 marca 2018 za obopólną zgodą kontrakt został anulowany, a 5 marca podpisał kontrakt z Worskłą Połtawa. 12 stycznia 2019 opuścił połtawski klub, a już 18 stycznia został piłkarzem Desny Czernihów. 17 czerwca 2019 przeszedł do łotewskiego FK Ventspils.